# Consejo de las Cuatro Tierras

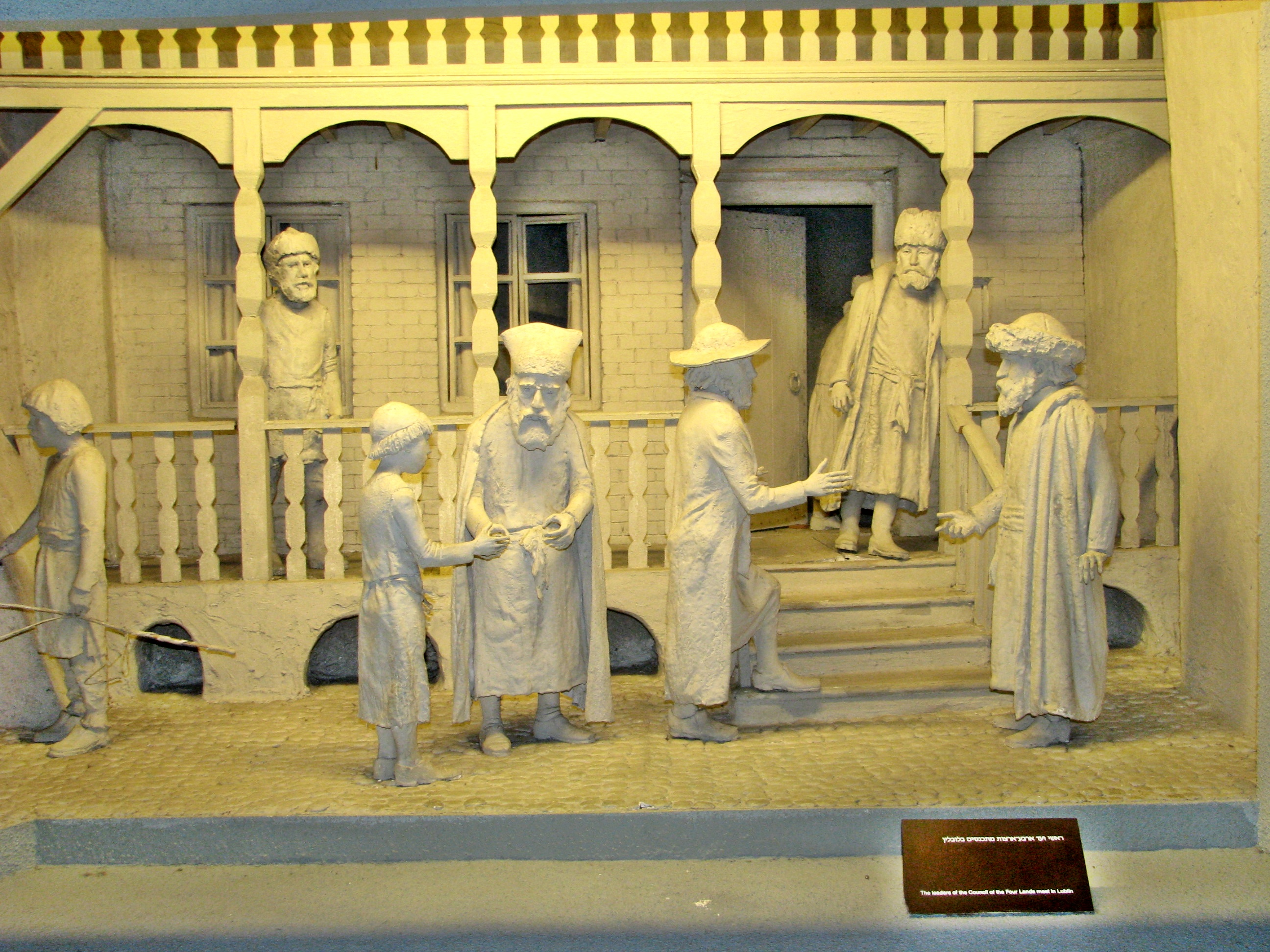
Diorama en el Museo de la Diáspora Judía, en Tel Aviv, que representa la reunión de los líderes del Consejo, de las Cuatro Tierras

El Consejo de las Cuatro Tierras (en hebreo: ועד ארבע ארצות‎, Va ad Arba' Aratzot) establecido en Lublin, Polonia, fue el órgano central de la organización de la comunidad judía en Polonia a partir de la segunda mitad del siglo XVI y hasta 1764. El primer reglamento del Consejo de que se tiene noticia está fechado en 1580. En él se reunían setenta delegados de los kehillot locales para discutir sobre los impuestos y sobre otras cuestiones relevantes para la comunidad judía. Las "cuatro tierras" eran la Gran Polonia, la Pequeña Polonia, Galitzia (con Podolia) y Volinia.
En polaco se le conocía como el Sejm Judío (en polaco: Sejm Żydowski). En latín era llamado el Congreso General Judío (en latín: Congressus Generalis Iudaicus o Congressus Generalis Iudaeorum).
También se utilizaron los nombres de "Consejo de las Tres Tierras", "Consejo de las Cinco Tierras" y algunos otros para referirse al mismo órgano. En 1623, las comunidades judías del Gran Ducado de Lituania se retiraron del "Consejo de los Cuatro Tierras" y se estableció el "Consejo de la Tierra de Lituania" (Va ad Medinat Lita, a veces traducido simplemente como "el Consejo de Lituania").

## Relevancia en la vida judía europea

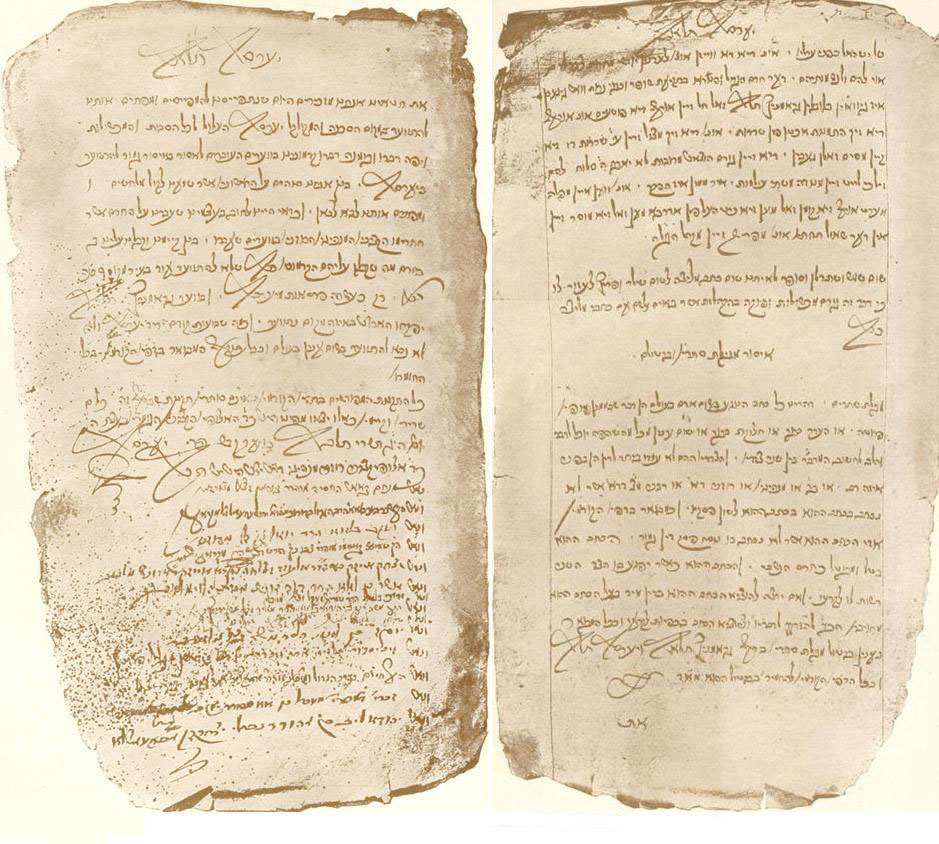
Página del libro de actas del Consejo (anverso y reverso) que perteneció a Simón Dubnow.

La numerosa población judía de Polonia, su importancia en la vida industrial del país y las peculiaridades de la organización política y estamental de la República de las Dos Naciones (Polonia - Lituania) fueron las razones por las que los judíos de Polonia formaron un estamento separado con capacidad de autogobierno dentro de la esfera de sus intereses comunitarios y espirituales, resultado de lo cual fue su ejemplar organización comunitaria. Cada comunidad Judía, con sus estructuras administrativas, judiciales, religiosas y sus instituciones de caridad, constituía una unidad de autogobierno. El término "Kahal" puede referirse tanto a la comunidad (también llamadas Kahilah Kadisha o Santa Comunidad), como a la organización autónoma de la comunidad. Las funciones administrativas de la Kahal, como el control de los impuestos locales y estatales, la supervisión de las instituciones de beneficencia, etc., eran realizadas por los ancianos de la Kahal expresamente elegidos para esas tareas, mientras que sus rabinos ("doctores Judæorum") se encargaban de los asuntos religiosos y judiciales.

## Número de delegados y frecuencia de las reuniones
Durante la segunda mitad del siglo XVII, las sesiones del Consejo se celebraban una o dos veces al año y solían tener lugar con más frecuencia en Jarosław que en Lublin. No se ha podido determinar con certeza el número de delegados. Una fuente señala que se elegía un representante para el Consejo en cada Kahal y que a estos delegados de cada Kahal se sumaban los seis principales rabinos de Polonia. Sin embargo, del Kahal pinkeses parece desprenderse que solo los Kahal más importantes de cada región enviaban a sus delegados al Consejo.
Las capitales de las cuatro tierras (Poznań, Cracovia, Leópolis y Ostroh) enviado dos o incluso más delegados. Con frecuencia pueden contarse de quince a veinticinco firmas de delegados junto a las decisiones de la wa'ads, aunque a veces solo aparecen las firmas de los seis rabinos. El número total de delegados, junto con los rabinos, evidentemente llegaba a los treinta.
En el siglo XVIII se fueron limitando poco a poco las actividades del Consejo; sus sesiones se celebraban principalmente en Jaroslaw, pero con menor regularidad. Uno de los últimos congresos importantes se celebró en Jarosław en el otoño de 1753. Entre otros asuntos, se abordó la famosa disputa entre los rabinos Jacob Emden y Jonathan Eybeschutz sobre el movimiento de los Sabateos, que terminó con la absolución de este último del cargo de herejía.
El rabino Eliahu Ben Shmuel de Lublin afirma en la introducción a su libro Yad Eliyahu que recuerda haber asistido a las reuniones del Consejo de las Cuatro Tierras cuando era un niño y escribe: "Durante mi juventud, me crié entre muchas personas de nuestra nación, dentro de la santa comunidad de Lublin. En aquella época había una reunión de eruditos, los sabios de Israel, durante las fiestas de Gramitz de cada año (...) Me embebía sediento de sus palabras (...)".
En 1764 el Parlamento polaco ordenó el cese de los congresos generales judíos (Vol. Legum, vii. 50); y de esta forma se puso fin a la actividad del Consejo de las Cuatro Tierras. Los motivos de esta decisión del Parlamento polaco eran que el Consejo había incumplido su obligación de entregar los impuestos recaudados. Las posteriores particiones de Polonia entre Rusia, Austria y Prusia, que cambiaron todo el sistema Kahal, hizo aún más complicada la existencia de organismos de gestión centrales como el Consejo.

## Actividad
Su actividad podía dividirse en cuatro ramas:
1. Legislativa
2. Administrativa
3. Judicial
4. Espiritual y cultural